# اردنه (توف)
شهرستان اِردِنه (به زبان مغولی: Эрдэнэ сум، [Erdene sum]؛ ᠡᠷᠳᠡᠨᠢ ᠰᠤᠮᠤ، [erdeni sumu]) یک شهرستان (سُوم) در مغولستان است که در استان توف واقع شده‌است.

## تقسیمات اداری
شهرستان اِردِنه متشکل از ۵ قصبه (باغ) می‌باشد، شامل:
- اوگومور (مغولی: Өгөөмөр баг، [Ögöömör bag]؛ ᠥᠭᠭᠢᠶᠡᠮᠦᠷ ᠪᠠᠭ، [öggiyemür baɣ])
- بایان‌تول (مغولی: Баянтуул баг، [Bajantuul bag]؛ ᠪᠠᠶ᠋ᠠᠨ ᠲᠤᠤᠯᠠ ᠪᠠᠭ، [bayan tuula baɣ])
- تامغان (مغولی: Тамган баг، [Bajantuul bag]؛ ᠲᠠᠮᠠᠭᠠᠨ ᠪᠠᠭ، [tamaɣan baɣ])
- چولوت (مغولی: Чулуут баг، [Čuluut bag]؛ ᠴᠢᠯᠠᠭᠤᠲᠤ ᠪᠠᠭ، [čilaɣutu baɣ])
- خوشینغا (مغولی: Хушинга баг، [Xušinga bag]؛ ᠬᠤᠰᠢᠩᠭᠠ ᠪᠠᠭ، [qušiŋɣa baɣ])